# Капеле сул Таво
Капеле сул Таво (итал. Cappelle sul Tavo) је насеље у Италији у округу Пескара, региону Абруцо.
Према процени из 2011. у насељу је живело 3406 становника. Насеље се налази на надморској висини од 30 м.

## Становништво
| 1931. | 1936. | 1951. | 1961. | 1971. | 1981. | 1991. | 2001. | 2011. |
| ----- | ----- | ----- | ----- | ----- | ----- | ----- | ----- | ----- |
| 1.662 | 1.681 | 1.744 | 1.698 | 1.525 | 1.960 | 2.985 | 3.714 | 3.959 |